# Grmovščica
Grmovščica (znanstveno ime Phylloscopus sibilatrix) je ptica, ki gnezdi po vsej severni in zmerni Evropi, razširjena pa je tudi v skrajnem zahodnem delu azijske Rusije, v območje južnega Urala. Grmovščica je bile prej uvrščene v  družino penic (Sylviidae), vendar danes pripadajo družini listnic (Phylloscopidae), ki je bila uvedena leta 2006.

## Ime
Ime rodu Phylloscopus izhaja iz stare grščine phullon, "list" in skopos, "iskalec" (iz skopeo, "opazovati"). Pridevek sibilatrix je latinskega izvora in pomeni "(ona), ki žvižga".

## Opis
Odrasle grmovščice dosežejo med 11 in 13 cm. Zanje so značilna dolga krila, temna očesna lisa in širok, svetlo rumen nadočesni pas. Po hrbtu je grmovščica rumenkasto zelene barve, trebuh je bel, grlo pa rumene barve. Hrani se z žuželkami in njihovimi ličinkami, pa tudi s pajki.

## Razširjenost
Grmovščica gnezdi po celi Evropi, razen na skrajnem severu in jugu, kjer je se zadržuje v bukovih in ostalih listnatih gozdovih do 1500 metrov visoko. Celotna populacija prezimuje v osrednji Afriki. V Sloveniji samice maja ali junija izležejo od 5 do 7 drobno rjavo lisastih in črtastih jajc v kroglasto gnezdo na tleh. Mladiči so gnezdomci.

## Oglašanje
Grmovščica se oglaša na dva načina, ki se včasih izmenjujeta. Prvi je cvrčeč , ki traja med 2 in 3 sekunde, drugi pa je sestavljen iz od 3 do 5 padajočih, otožno piskajočih piüü-piüü-piüü.